# 馬格然茹馬巴耶夫區
54°54′54″N 70°27′00″E / 54.91500°N 70.45000°E

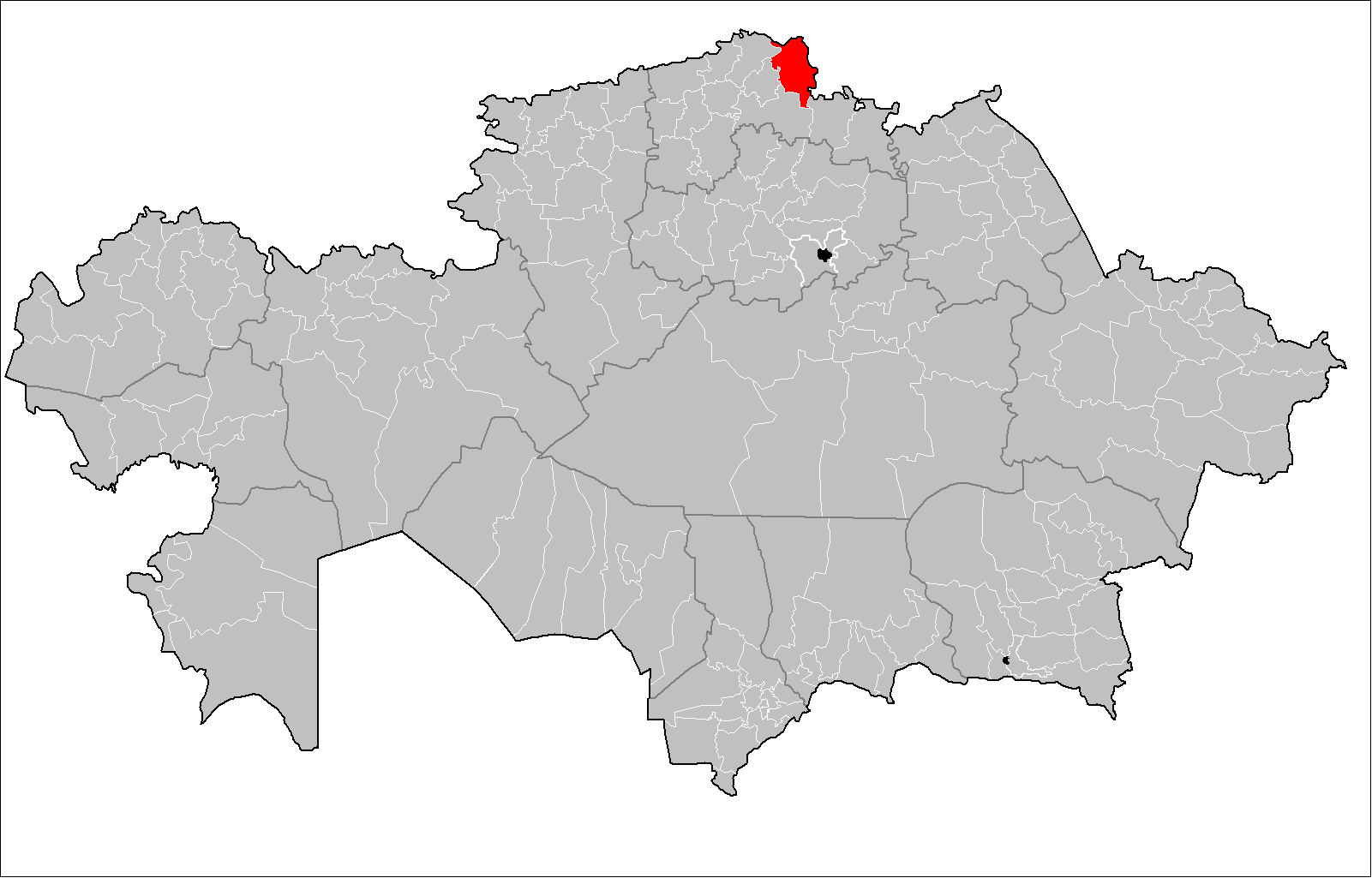

馬格然茹馬巴耶夫區是哈薩克斯坦的行政區，位於該國北部，由北哈薩克斯坦州負責管轄，首府設於布拉耶沃，始建於1928年，面積7,810平方公里，2019年人口29,924。